# Литвиненко Трохим Опанасович
Трохим Опанасович Литвиненко (17 жовтня 1910 — 14 вересня 1963) — радянський військовий льотчик, Герой Радянського Союзу (1944), у роки німецько-радянської війни штурман 191-го винищувального авіаційного полку 257-ї змішаної авіаційної дивізії 7-ї повітряної армії Карельського фронту.

## Біографія
Народився 17 жовтня 1910 року в селі Степанцях (нині Канівського району Черкаської області) в селянській родині. Українець. Закінчив початкову школу. Працював слюсарем. Член ВКП(б) з 1930 року. У 1932 році закінчив два курси комуністичного технікуму.
У 1932 році призваний до лав Червоної Армії. У 1933 році закінчив Одеську військову танкову школу, у 1934 році — Одеську, а в 1935 році — Ворошиловградську військову авіаційну школи пілотів. Служив льотчиком в частинах винищувальної авіації. Учасник радянсько-фінської війни 1939—1940 років. У боях німецько-радянської війни з червня 1941 року. Воював на Карельському фронті.
28 вересня 1941 року його МіГ-3 був збитий під час 38-го бойового вильоту, капітан Литвиненко вистрибнув з парашутом. Був поранений в ногу, оперований в польовому медсанбаті. Ешелон, на якому поранених евакуювали в тил, був розбомблений, і Литвиненко знову отримав поранення в ту ж ногу. 16 місяців провів в госпіталі, але нога майже не згиналася і лікарською комісією він був визнаний непригодним для служби в армії. Проте льотчик тренується, розробляє скуті суглоби. Потім звертається з листом особисто до Главкома ВПС, і, як виняток, отримує право літати, але лише в тилу і тільки на тихохідному «кукурузнику» — навчальному біплані У-2.
У 1944 році майор Т. О. Литвиненко стає штурманом винищувального авіаційного полку. У січні 1944 року, в своєму першому після поранення бою, він збив відразу 3 літаки — 2 винищувача FW-190 і пікірувальник Ju-87. У березні—квітні 1944 року йому довелося провести 17 повітряних боїв і збити в них 10 літаків противника. В одному з літніх боїв він збив двох «Моранів» — Мк-410.
До листопада 1944 року штурман 191-го винищувального авіаційного полку майор Т. О. Литвиненко зробив 167 бойових вильотів, беручи участь в 41 повітряному бою, збив 20 літаків противника. У той час льотчики цього полку билися на американських винищувачах Р-39 «Аерокобрах».

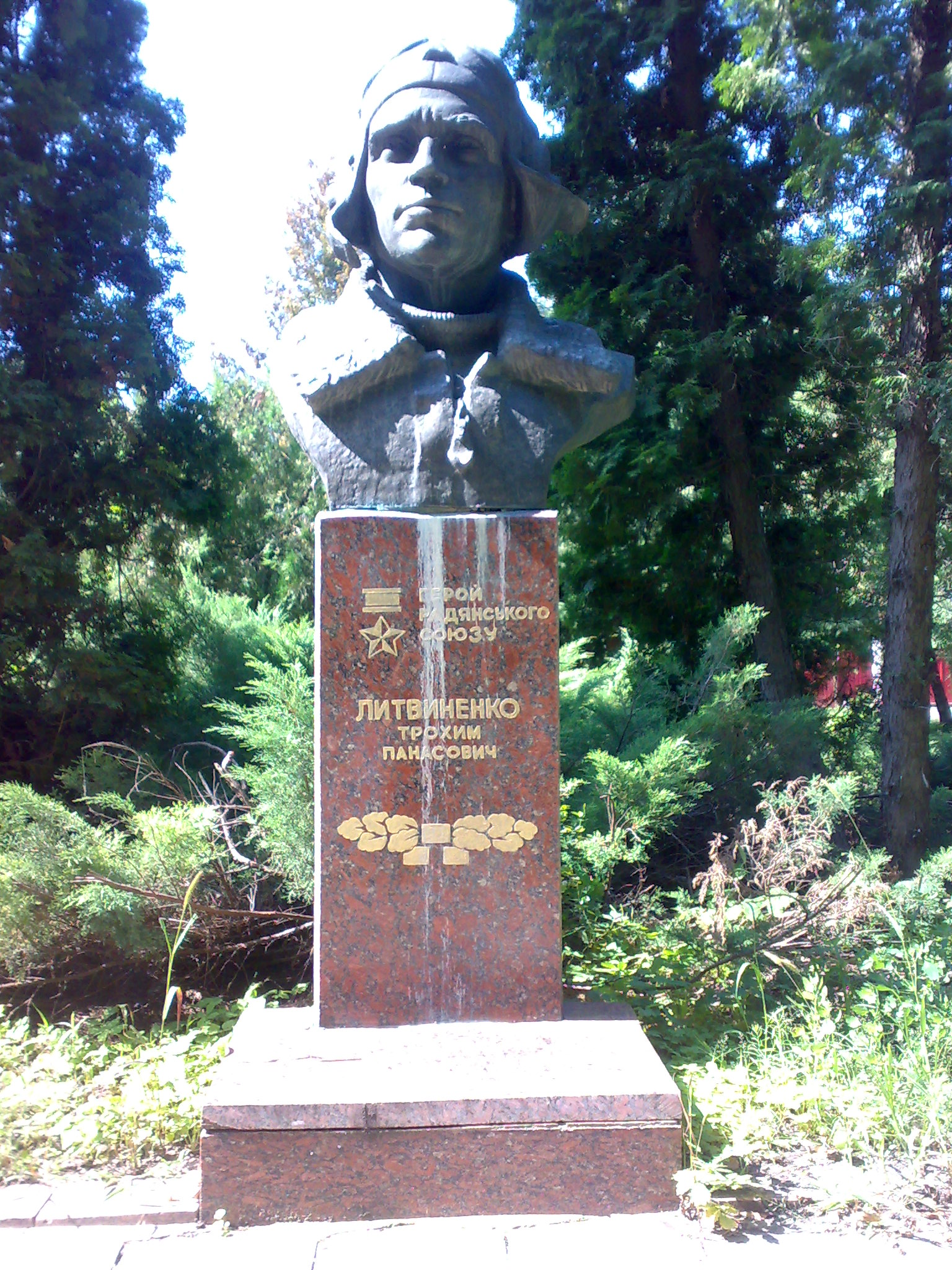
Погруддя Трохима Литвиненка в Миронівці

З 1946 року підполковник Т. О. Литвиненко — у відставці. Жив у Ленінграді, потім у Києві. Помер 14 вересня 1963 року. Похований в Києві на Байковому кладовищі.

## Звання та нагороди
2 листопада 1944 року Трохиму Опанасовичу Литвиненку присвоєно звання Героя Радянського Союзу.
Також нагороджений:
- 2-ма орденами Леніна
- орденом Червоного Прапора
- орденом Олександра Невського
- медалями

## Вшанування пам'яті
Ім'я Т. О. Литвиненка висічене на пам'ятному знаку Героям-землякам в Каневі.